# Robert Mudražija
Robert Mudražija, född 5 maj 1997, är en kroatisk fotbollsspelare som spelar för Slaven Belupo.

## Karriär
Den 29 januari 2019 värvades Mudražija av FC Köpenhamn, där han skrev på ett femårskontrakt. Den 26 januari 2021 lånades Mudražija ut till Rijeka på ett låneavtal över 1,5 år. I december 2021 lånades han istället ut till slovenska Olimpija Ljubljana på ett låneavtal över resten av säsongen 2021/2022.
Den 7 september 2022 värvades Mudražija av Slaven Belupo, där han skrev på ett tvåårskontrakt med option på ytterligare ett år.